# Griegos
Griegos ist ein Ort und eine Gemeinde (municipio) mit 142 Einwohnern (Stand: 2024) im Südwesten der Provinz Teruel in der Autonomen Region Aragonien im östlichen Zentralspanien.

## Lage und Klima
Griegos liegt im Süden des Iberischen Gebirges etwa 48 km (Fahrtstrecke) westnordwestlich der Stadt Teruel in einer Höhe von ca. 1600 m. Das Klima ist gemäßigt bis warm; Regen (ca. 703 mm/Jahr) fällt übers Jahr verteilt.

## Bevölkerungsentwicklung
| Jahr      | 1970 | 1981 | 1991 | 2001 | 2011 | 2021 |
| Einwohner | 238  | 180  | 142  | 136  | 140  | 137  |

Die Mechanisierung der Landwirtschaft sowie die Aufgabe bäuerlicher Kleinbetriebe und der daraus resultierende Verlust an Arbeitsplätzen haben in der zweiten Hälfte des 20. Jahrhunderts zu einem deutlichen Bevölkerungsrückgang (Landflucht) geführt.

## Sehenswürdigkeiten
- Peterskirche